# 威廉·德雷斯
威廉·德雷斯（荷蘭語：Willem Drees；1886年7月5日—1988年5月14日），荷蘭工党籍政治家、历史学家，1948年至1958年間出任荷蘭首相，有「現代荷蘭社會福利之父」之稱。

## 生平
1948年至1958年担任荷兰首相，被称为“现代荷兰社会福利之父”。
1988年，德雷斯於海牙逝世，終年101歲，為世界上第二長壽的前首相。

## 家庭
德雷斯於1910年與Catharina Hent結婚，育有兩子兩女，其中長子Jan Drees與次子小威廉德雷斯均曾先後加入工黨，但於1970年轉投Democratic Socialists '70。而其孫為哲學家威廉.B.德雷斯，外孫則為政治人物Jacques Wallage。

## 评价
在2004年举行的《最伟大的荷兰人》评选节目中，德雷斯排名第三，仅次于皮姆·富圖恩及荷兰国父威廉一世。